# Маркус Вукетіч
Д-р Маркус Вукетіч (нім. Markus Wuketich) (12 травня 1960, Кіттзе, Австрія) — австрійський дипломат. Надзвичайний та Повноважний Посол Австрійської Республіки в Україні.

## Біографія
Народився 12 травня 1960 року в селищі Кіттзе. У 1984 році закінчив Віденський університет, юридичний факультет
З 1986 по 1989 — Федеральне міністерство закордонних справ Австрії (МЗС Австрії); сфера діяльності: преса та інформація, питання Конференції з безпеки та співробітництва в Європі.
З 1989 — Бюро Адміністратора переговорів з питань Звичайних збройних сил в Європі.
З 1990 по 1993 — Перший секретар Посольства Австрії в м. Белград.
З 1992 — член австрійської делегації на переговорах за результатами Конференції з безпеки та співробітництва в Європі (тимчасове відрядження до Посольства Австрії у м. Гельсінкі
З 1993 по 1996 — радник з питань преси при Посольстві Австрії в м.Будапешті.
З 1996 по 2003 — МЗС Австрії, начальник сектору у відділенні кадрів.
З 2004 по 2006 — МЗС Австрії, начальник відділення кадрів в управлінні кадрів.
З 2006 по 2010 — Надзвичайний та Повноважний Посол Австрійської Республіки в Україні.
З 2010 по 2014 — Надзвичайний та Повноважний Посол Австрійської Республіки в Словацькій Республіці
З 2014 по 2019 — Федеральне міністерство Європи, інтеграції та закордонних справ Керівник групи VI.A (управління нерухомістю, розміщення та обладнання)
З 28 серпня 2019 року — Надзвичайний та Повноважний Посол Австрійської Республіки в Республіці Хорватія